# John Papa ʻĪʻī

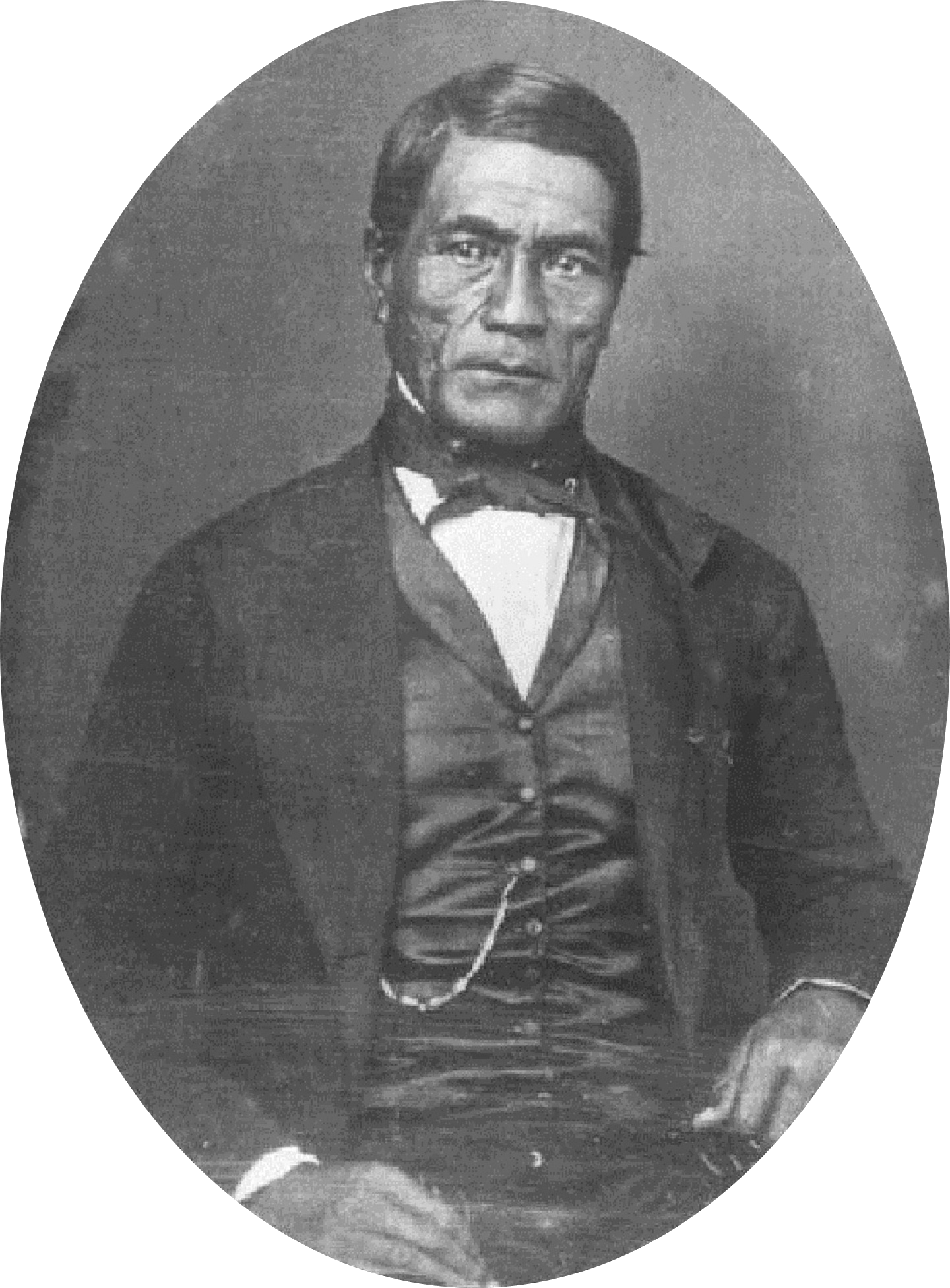
John Papa ʻĪʻī

John (Ioane) Kaneiakama Papa ʻĪʻī (* 3. August 1800; † 2. Mai 1870) war ein Pädagoge, Politiker und Historiker im Königreich Hawaiʻi im 19. Jahrhundert.

## Leben
ʻĪʻī wurde 1800 geboren, im Monat Hilinehu. Er selbst berechnete dieses Datum später als den 3. August. Sein Geburtsort war in der Nähe von Hanaloa Fishpond in Kūmelewai, Waipiʻo, ʻEwa, Oʻahu. Seine Mutter war Kalaikāne Wanaoʻa Pahulemu. Nach der Tradition des poʻolua wurden zwei Männer als seine Väter angesehen: Kuaʻena Mālamaʻekeʻeke oder Kaiwikokoʻole. ʻĪʻī selbst bezeichnete nur den ersteren als seinen Vater, weil er keine Ähnlichkeit mit Kaiwikokoʻole hatte.
Seine Familie gehörte zu dem Zweig der Luluka von den Luahine, den erblichen kahu (Hausmeistern) für die Häuptlinge von Hawaii. Sein Cousin war Daniel Papa ʻĪʻī.
ʻĪʻī wurde nach dem traditionellen kapu-System erzogen und seit seiner Kindheit für ein Leben im Dienst der Oberhäuptlinge trainiert. Im Alter von zehn Jahren wurde er durch seinen Onkel Papa ʻĪʻī, einem kahu von Kamehameha I., nach Honolulu gebracht, dort wurde er zum Begleiter und persönlichen Diener für Prinz Liholiho, den späteren König Kamehameha II. (ab 1819). ʻĪʻī betreute Liholiho während dessen Ausbildungsphase zur Regierungsführunge und in den alten religiösen Riten. Sein Herr starb jedoch 1824 auf einer Reise nach England.
Nach Liholihos Tod diente ʻĪʻī weiterhin den Herrschern von Hawai‘i und war unter anderem kahu für Victoria Kamāmalu und hānai-Vater (Adoptivvater) für Mary Polly Paʻaʻāina. ʻĪʻī und seine Frau Sarai Hiwauli wurden 1840 als kahu für die Studenten an der Royal School gewählt. Lebenslang war in ständigem Kontakt mit den politischen, religiösen und sozialen Belangen des Königshofes, aber auch der einfachen Leute. ʻĪʻī gehörte zu den ersten Hawaiiern, welche Lesen und Schreiben mit den Missionaren gelernt hatten, und obwohl er die christlichen Lehren angenommen hatte, bewahrte er eine tiefe Liebe und Respekt gegenüber der Kultur seiner Vorfahren.
ʻĪʻī diente auch als Generalsuperintendent der Schulen in Oʻahu und war ein einflussreiches Mitglied am Hof von Kamehameha III. 1842 wurde er vom König zum Treasury Board berufen. Er war dann Mitglied des Privy Council 1845–1859 und 1846 wurde er in das Board of Land Commissioners berufen. ʻĪʻī diente in der Gesetzgebenden Versammlung des Königreichs Hawaii (Legislature of the Hawaiian Kingdom, House of Nobles) von 1841 bis 1870. 1852 vertrat er das House of Nobles im Prozess der Abfassung der Verfassung und wurde Sprecher des House of Nobles. Er diente dann als Mitglied des House of Representatives während der Amtsperiode 1855. Er diente ab 1848 als Superior Court Judge, und von 1852 bis 1864 als Associate Justice des Supreme Court of the Kingdom. ʻĪʻī starb am 2. Mai 1870 in Mililani, seiner Residenz in Honolulu an Scharlach.

## Vermächtnis

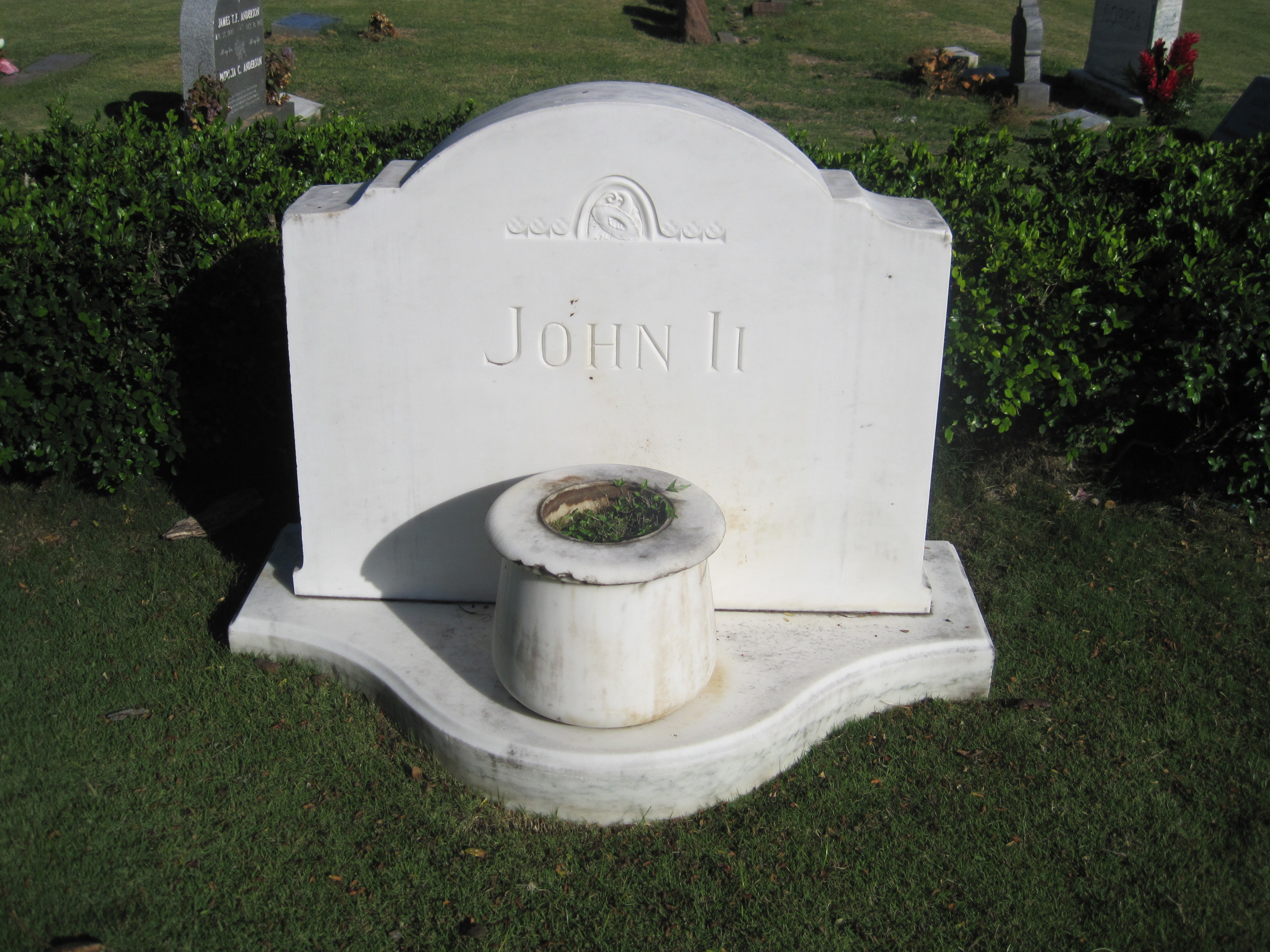
Grabstein von John ʻĪʻī auf dem Oahu Cemetery.

Er hinterließ einen chronikartigen Bericht aus eigener Erfahrung über die Zeit von 1866 bis zu seinem Tod. Diese Chronik erschien in einer Serie von Artikeln in der hawaiischen Zeitschrift Ka Nupepa Kuʻokoʻa. Diese wurden von Mary Kawena Pukui übersetzt und 1959 als „Fragments of Hawaiian History“ veröffentlicht. Darin finden si Berichte über seine presönlichen Begegnungen mit Kamehameha und Beschreibungen der hawaiischen Kultur in einer bedeutenden Epoche der Geschichte im Königreich Hawaii. Eine zweite Ausgabe wurde von Dorothy Barrère herausgegeben und 1983 veröffentlicht.
John Papa ʻĪʻī war vier Mal verheiratet. Seine erste Ehe 1822 war mit Sarai Hiwauli, der Wittwe von Haʻaloʻu, eines Häuptlings, der wegen Ehebruch mit einer von Kamehameha IIs Frauen hingerichtet worden ar. Sie starb 1856 und keines der Kinder überlebte. Seine zweite Ehe ging er mit Kamaka ein, am 9. Juli 1857. Kamaka starb zwischen 1857 und 1861 und wurde bei Sarai bestattet, zusammen mit einer Tochter, die entweder zu ihr oder zu Sarai gehörte. ʻĪʻī heiratete am 1. August 1861 in Hilo ein drittes Mal, – die neunzehnjährige Maleka (Martha) Kaʻapā, die einen Monat später jedoch an Tuberkulose verstarb. Am 1. Januar 1862 heiratete er ein letztes Mal. Diesmal Maraea (Malaea) Kamaunauikea Kapuahi.
Aus dieser Ehe ging das einzige überlebende Kind hervor: Irene ʻĪʻī Brown Holloway (Irene Haʻaloʻu Kahalelauko-a-Kamāmalu ʻĪʻī, * 1. Oktober  1869.) Am 30. September 1886 heiratete Irene Charles Augustus Brown. Mit ihm hatte sie die Söhne George ʻĪʻī Brown (1887–1946) und Keawaiki Bay (Francis Hyde ʻĪʻī Brown, 1892–1976); eine Tochter, Bernice Kamamalu (1894–1895), verstarb als Kleinkind; eine zweite Tochter Rose Kaouinuiokalani (1895–1972) heiratete Arthur Lewis Davis und hatte zwei Söhne. Irene ließ sich 1898 von Brown scheiden und heiratete Carl Sheldon Holloway am 27. Juni 1901. Sie starb am 26. August 1922. Durch seinen Enkel hat ʻĪʻī viele Nachkommen, unter anderem Kenneth Francis Brown.
Die Ländereien, die John ʻĪʻī erworben hatte, wurden in den Trust John ʻĪʻī Estate, Limited eingebracht. Allerdings gab es Rechtsstreitigkeiten, weil im letzten Willen unklare Formulierungen verwendet worden waren.